# SMS Kaiser Max (1876)
«Кайзер Макс» (нім. SMS Kaiser Max) — броненосець однойменного типу ВМС Австро-Угорщини другої половини 19-го століття.

## Історія створення
Броненосець «Кайзер Макс» був закладений 14 лютого 1874 року на верфі «Stabilimento Tecnico Triestino» у Трієсті у рамках програми «модернізації» (а фактично будівництва нових кораблів). Спущений на воду 28 грудня 1875 року, вступив у стрій 26 жовтня 1876 року.
Назва корабля залишилась від попередника.

## Історія служби
Оскільки уряд Австро-Угорщини надавав низький пріоритет морській діяльності, броненосці, в тому числі «Кайзер Макс», проводили більшу частину часу в Полі, зрідка здійснюючи виходи в море. Лише кілька гвинтових фрегатів більш-менш активно використовувались у 1870-х для закордонних візитів.
У 1888 році броненосці «Кайзер Макс», «Кустоца», «Тегетгофф», «Дон Хуан де Астурія», «Принц Ойген» та декілька менших кораблів вирушили до Барселони для участі у церемонії відкриття Всесвітньої виставки.
У 1889 році «Кайзер Макс» разом з броненосцями «Кустоца», «Тегетгофф», «Дон Хуан де Астурія», «Принц Ойген» і «Ерцгерцог Альбрехт» брав участь в навчаннях флоту.
У 1893 році «Кайзер Макс» брав участь у маневрах флоту разом з броненосцями «Дон Хуан де Астурія», «Принц Ойген», «Кронпринцеса Ерцгерцогиня Стефанія» і «Кронпринц Ерцгерцог Рудольф».
У рамках будівництва нових кораблів у 1890-1990-х роках для скорочення річного бюджету було вирішено відмовитись від застарілих кораблів, які надалі використовувались в основному на другорядних ролях. У рамках цієї програми 30 грудня 1904 року «Кайзер Макс» був виключений зі складу флоту і у 1909 році переобладнаний на плавучу казарму в бухті Катарро.
Після розпаду Австро-Угорщини корабель був переданий Югославії. Подальша його доля неясна. За одними даними, він був перейменований на «Тиват», пізніше на «Неретва». У 1941 році він ніби-то все ще перебував у Шибенику. Подальша доля невідома.
За іншими даними, корабель був розібраний ще у 1920-1921 роках.